# Renault Agora
Il Renault Agora è un modello di autobus francese prodotto dal 1996 al 2006.

## Progetto
Realizzato sulla base del precedente Renault R312, è stato il primo vero autobus urbano francese a pianale ribassato, con pianale ribassato su 3/4 della lunghezza del veicolo a 320 mm dal suolo: sebbene con qualche anno di ritardo rispetto allo standard raggiunto dai costruttori italiani e tedeschi, si trattò di un grande passo avanti per il mercato francese.
L'Agora venne presentato nel 1995 al Congresso UITP a Parigi e immesso sul mercato a partire dall'anno successivo. Quando nel 2001 la divisione Autobus di Renault V.I. confluì in Irisbus, l'Agora ricevette il motore Cursor 8 che equipaggiava il contemporaneo Cityclass, per affrontare la recente apertura del mercato francese ai produttori stranieri.

## Serie e versioni

### Agora V0
- Lunghezza: 12 metri
- Alimentazione: Gasolio
- Prodotto dal dicembre 1996 al luglio 1997

### Agora V2
- Lunghezza: 12, 17.8 metri (autosnodato)
- Alimentazione: Gasolio, Metano (GNV)
- Prodotto dal luglio 1997 all'ottobre 2001

### Agora V3
- Lunghezza: 12, 17.8 metri (autosnodato)
- Alimentazione: Gasolio, Metano (GNV)
- Prodotto dall'ottobre 2001 al febbraio 2006

### Moovy
La versione interurbana a pianale ribassato, con motore orizzontale, viene denominata Irisbus Moovy.
- Lunghezza: 12 metri
- Alimentazione: Gasolio
- Prodotto dall'ottobre 2001 al febbraio 2006

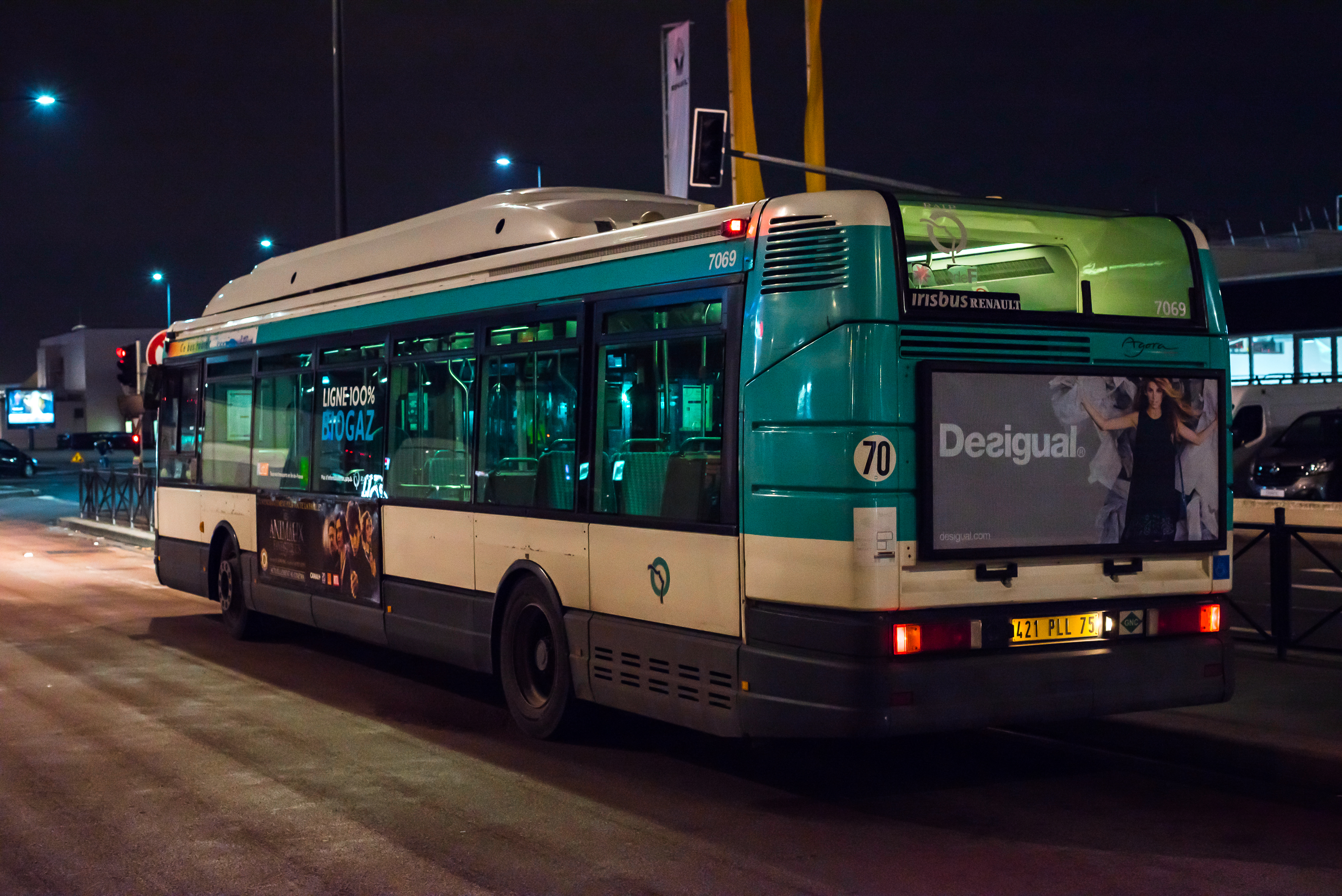
Agora GNV in servizio a Parigi. E' ben visibile la carenatura per le bombole posta sull'imperiale.

## Modelli derivati

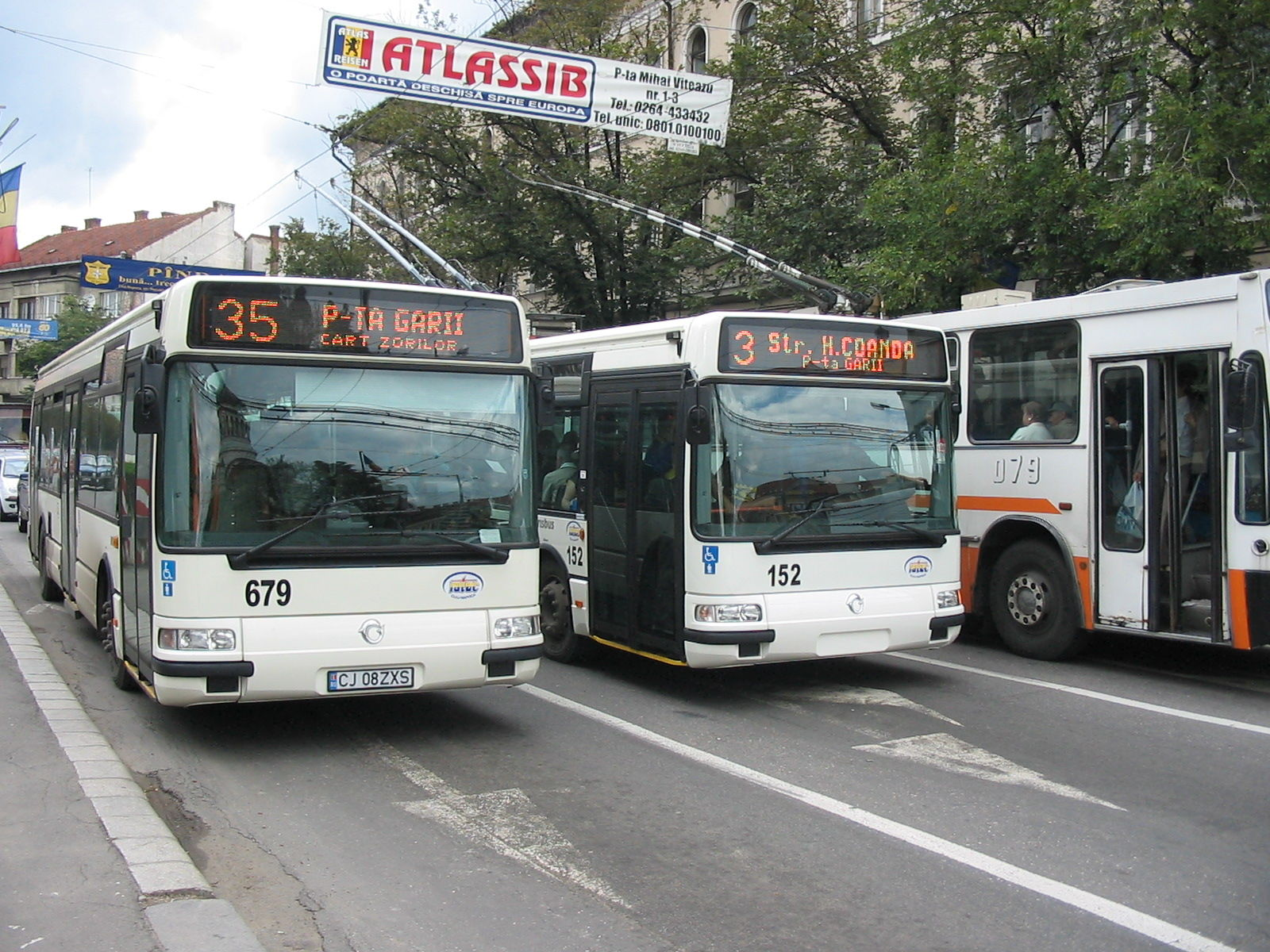
Irisbus Agora Astra della RATUC in servizio a Cluj-Napoca

La gamma Agora, nelle 3 serie successive, è stata fabbricata in 11.066 esemplari compresi i modelli Heuliez GX317. L'ultimo Agora è stato consegnato alla RATP - l'azienda di trasporto pubblico a Parigi - l'8 febbraio 2006.
In Romania è presente anche una versione filoviaria "Irisbus Agora Astra", presente a Bucarest (RATB) ed a Cluj-Napoca (RATUC).
In Francia, a Rouen presso la locale VTNI (gruppo Veolia), alcuni Agora sono stati dotati del sistema a guida ottica per l'utilizzo sulle locali linee TEOR.

## Diffusione
Il mezzo ha conosciuto una larghissima diffusione in patria, con oltre 2.000 unità da 12 e 18 metri circolanti nella sola capitale Parigi.
In Italia sono stati acquistati pochissimi esemplari di questo modello: alcuni circolano per conto di ATVO Jesolo (VE), mentre altri, acquistati usati, hanno circolato per CTM Cagliari per poi essere rivenduti ad AMAT Taranto e a Mobilità di Marca